# Rojos de Veracruz
Los Rojos de Veracruz es un equipo de béisbol que compite en la Liga Invernal Veracruzana con sede en Veracruz, Veracruz, México.

## Historia

### Inicios
Los Rojos nacen en el año 2006 para participar en la LIV, y servir para el desarrollo de los jugadores jóvenes de la organización de los Rojos del Águila de Veracruz de la Liga Mexicana de Béisbol.
Cabe destacar que el objetivo principal de esta organización es el de desarrollar y formar a los jóvenes talentos para el equipo grande que participa en la LMB, sin embargo el equipo ha tenido buenas actuaciones en lo que va de su corta historia dentro del circuito invernal.

### Actualidad
Los Rojos participaron en la 2.ª etapa de la Liga Invernal Veracruzana hasta 2014.

## Jugadores

### Roster actual
"Temporada 2011-2012"
| Lanzadores: - 4 Israel Pulido Pérez - 12 Pedro Ángel Ramírez González - 13 Erick Iván Pulido Sorcia - 17 Javier López Domínguez - 18 Salvador García Zárate - 20 Yaír Elvira Valerio - 37 Aldo Leyva López - 40 David Morales Perea - 42 Israel Lomelí Rábago - 45 Francisco Joel Serna Valdés - 78 Jorge Robles Carvajal Receptores: - 55 César Mauricio Burgos Calatayud - 70 Norman Elenes Quintero |  | Jugadores de Cuadro: - 15 Mario Jonathan Salvaño Sosa - 23 Sergio Alberto Pérez Broca - 26 Cristhian del C. Martínez Villamil - 31 Leonardo Rafael Vázquez García - 33 Jorge Luis Acosta Valdés - 44 José Ángel Báez Cervantes Jardineros: - 3 Gabriel Gómez Topete - 39 Elton Sombrerero Rojas - 43 Julián Javier Marcos Antonio Cuerpo Técnico: - Mánager: Félix Tejeda Sánchez - Coach (Entrenador): Francisco Candelario - Coach (Entrenador): Armando Facundo - Médico: Arturo Saldaña - Bat Boy: Aarón Díaz |